# Braúna
Braúna är en kommun i Brasilien.   Den ligger i delstaten São Paulo, i den södra delen av landet, 700 km söder om huvudstaden Brasília. Antalet invånare är 5 021.
Omgivningarna runt Braúna är en mosaik av jordbruksmark och naturlig växtlighet. Runt Braúna är det ganska glesbefolkat, med 25 invånare per kvadratkilometer.